# Anna van den Vondelstraat

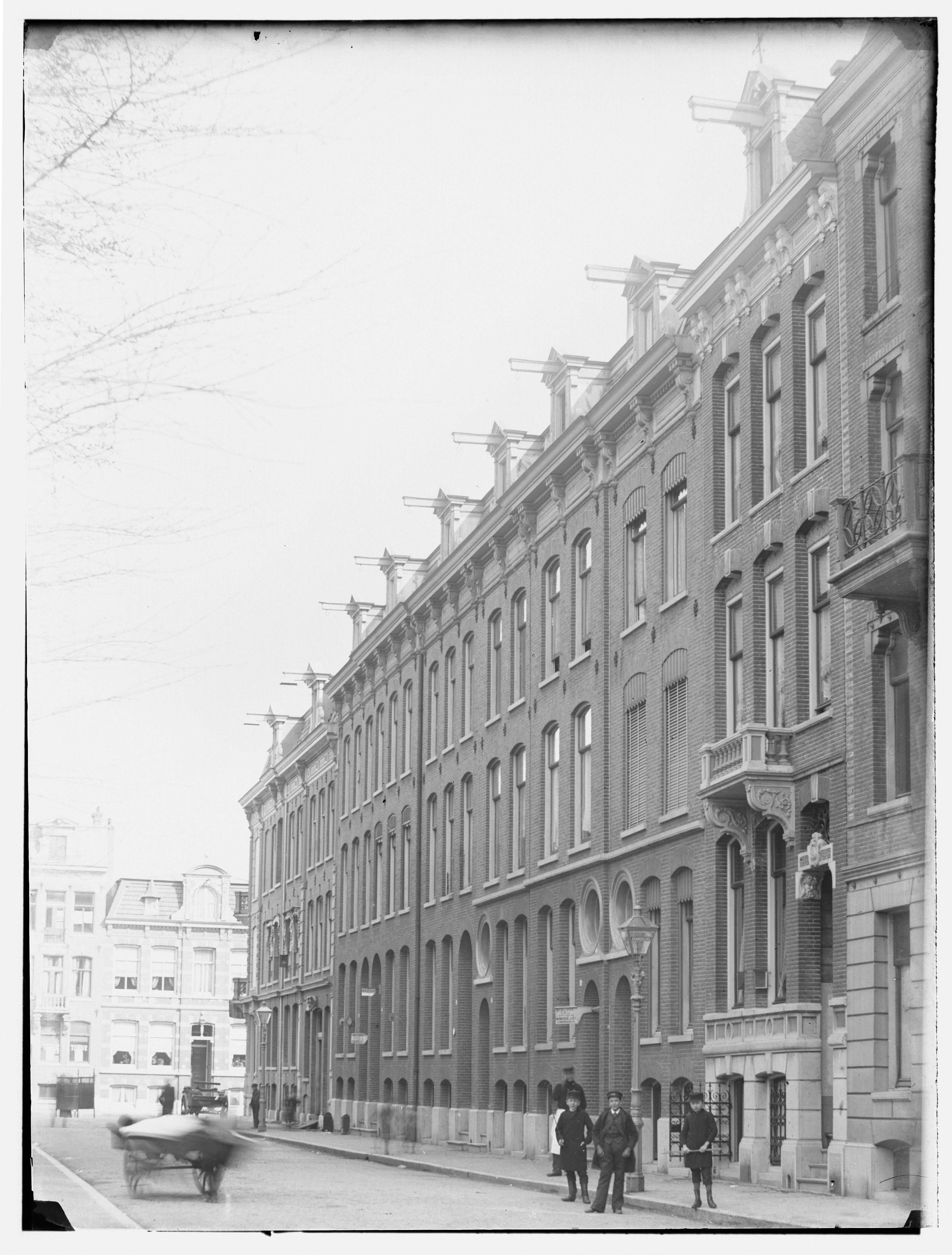
Jacob Olie legde de oneven zijde vast in 1893

Anna van den Vondelstraat is een straat in Amsterdam-West. Voor zover bekend heeft geen enkele andere straat in Nederland die naam.

## Ligging en geschiedenis
De straat is een van de vele relatief korte straatjes (100 meter) in de Vondelparkbuurt. De straat vormt een verbinding tussen de Overtoom en het eind van de Vondelstraat; ze heeft daarbij geen directe verbinding met het Vondelpark. Het straatje kreeg haar naam in de tijd dat de gemeente Nieuwer-Amstel nog in het bezit was van de gronden (12 september 1882); ze werd daarbij Anna Vondelstraat genoemd; een vernoeming naar de dochter van Joost van den Vondel die hem jarenlang verzorgde. Tot dan toe stond ze bekend als de Verlengde Vondelstraat. In dezelfde vergadering werd afscheid genomen van waarnemend burgemeester Arie Streefkerk, wiens naam vereeuwigd is in een gevelsteen van de school aan de Saxenburgerdwarsstraat. In 1896 werd het gebied door gemeente Amsterdam geannexeerd, zij nam de straatnaam ongewijzigd over. Op 29 november 1986 besloot die gemeente dat de straatnaam te verwarrend was ten opzichte van de Vondelstraat en gaf de straat haar nieuwe naam: Anna van den Vondelstraat. 
De straat kent geen kunst in de openbare ruimte op een deels vergane muurschildering op een zijgevel na (gegevens april 2021). Er heeft nooit openbaar vervoer gereden.
Cécile Dreesmann woonde en werkte tussen 1959 en 1969 in Anna Vondelstraat 1. Het gezin van de vermoorde Kerwin Duinmeijer (Lucas) was in 1981 gehuisvest in een pension aan de Anna Vondelstraat 4-6, de familie Duinmeijer woonde direct om de hoek aan de Overtoom.

## Gebouwen
Huisnummers lopen op van 1 tot en met 25 (oneven) en 6 tot en met 30 (even), daarbij moet aangetekend worden dat daar maar vier nummers van in gebruik zijn (6, 8, 10 en 30). Een aantal gebouwen dateert uit de periode dat de straat werd aangelegd. Zo draagt nummer 15 een jaarsteen 1883. Opvallendst daarbij is een rijtje van vier luxe uitgevoerde panden van architect Hendrik Jan Wigman, die toen hier in de buurt werkzaam was met bijvoorbeeld ook gebouwen aan de Willemsparkweg. Wigman woonde daarbij zelf op nummer Anna Vondelstraat 6 of hield daar kantoor. Vanaf 1988 is er een hotel gevestigd. Er staat op de huisnummers 17 en hoger een nieuwbouwblokje uit 1981, dat op de plaats werd gezet van huizen die al in 1969 afgebroken waren (aldus foto's op Beeldbank Amsterdam). 
Curieus is een poort tussen Overtoom 219 en huisnummer 2 gebouwd in 1929; er rest alleen een poort met jaartal 18X4 (datum is niet meer compleet; in 2021 is alleen de 8 nog zichtbaar).

### Huize Marjo
Er gebeurde relatief weinig in dit chique buurtje in Amsterdam. In een grote villa op Anna Vondelstraat 12 was tot 1982 gevestigd Huize Marjo, een verzorgings- annex bejaardentehuis. In die jaren werden eisen aan dit soort tehuizen stringentere eisen voldoen en de oudbouw uit de 19e eeuw kon daaraan niet meer voldoen. Er werden plannen gemaakt voor nieuwbouw. De bewoners werden verplaatst naar een deel van het Wilhelminagasthuis met de belofte dat ze na de bouw weer terug konden keren. Als alles in kannen en kruiken lijkt, volgen bezwaarschriften, hetgeen de bouw zou vertragen. De overkoepelende stichting NCHB (Nederlandse Centrale Huisvesting Bejaarden) voorspelde in de vertraging een gat in haar exploitatiekosten en dacht er over na de gelden dus elders te besteden en de bewoners over andere gebouwen te verdelen. Het gebouw stond leeg en werd gekraakt; krakers dachten dat de behandeling van de bezwaarschriften wel anderhalf jaar zou duren en zagen hun kans schoon. De politie ontruimde echter het complex binnen de kortste keren. In januari 1983 bezocht wethouder Jan Schaefer de teleurgestelde verplaatste bewoners. De zaak kreeg echter te maken met bezwaarschriften tegen de bezwaarschriften, voornamelijk uit de hoek van die toekomstige bewoners. Er werden ondertussen antikrakers (Zweekei) in het gebouw ondergebracht. Al in maart 1983 viel het besluit dat de villa gesloopt kon worden; de oorspronkelijke bezwaarschriften (aantasting buurt) werden onontvankelijk verklaard door Gedeputeerde Staten. De verplaatste bejaarden kregen vervolgens te maken met een meningsverschil tussen het Ministerie van Onderwijs en de Universiteit van Amsterdam, eigenaar van het Wilhelminagasthuis. Het ministerie drong aan op een snellere ontruiming van het WG-gebouwencomplex, de universiteit was niet genegen alle apparatuur werkzaam te houden voor één onderdeel van het complex. In 1984 ging het complex, ontworpen door Sali de Swaan en Marloes van Haaren open. In de 2017-2021 werd het gebouwencomplex (alweer) gerenoveerd onder leiding van Werkplaats Architecten. Het moderne gebouw vormt een schil contrast met haar “buurman” Vondelstraat 101-103, een kapitale dubbele villa, opnieuw van Wigman en aan de achterzijde Villa Betty.     

## Afbeeldingen

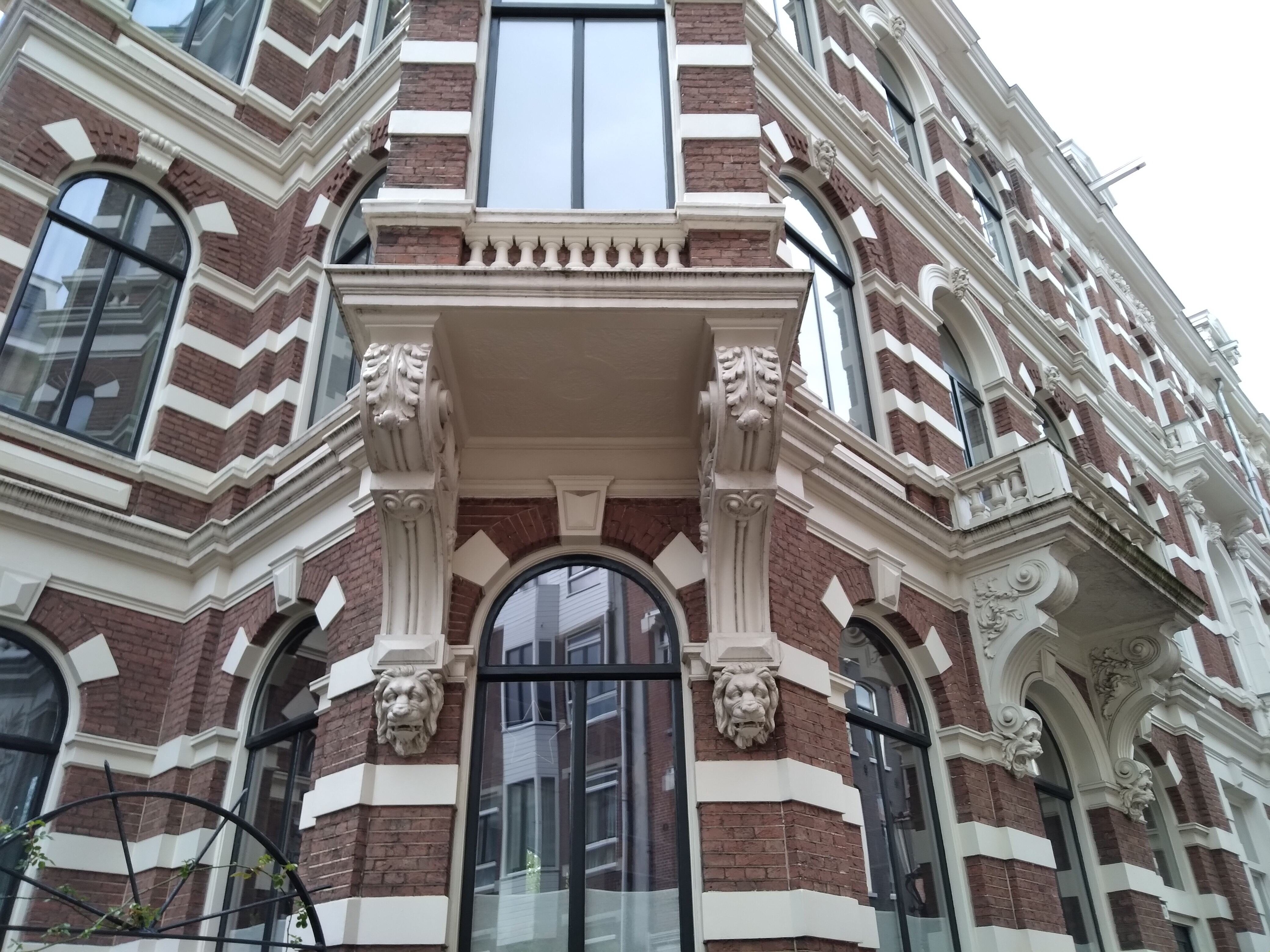
Rijk versierd gebouw op 6-10; het gebouw van Wigman (april 2021)
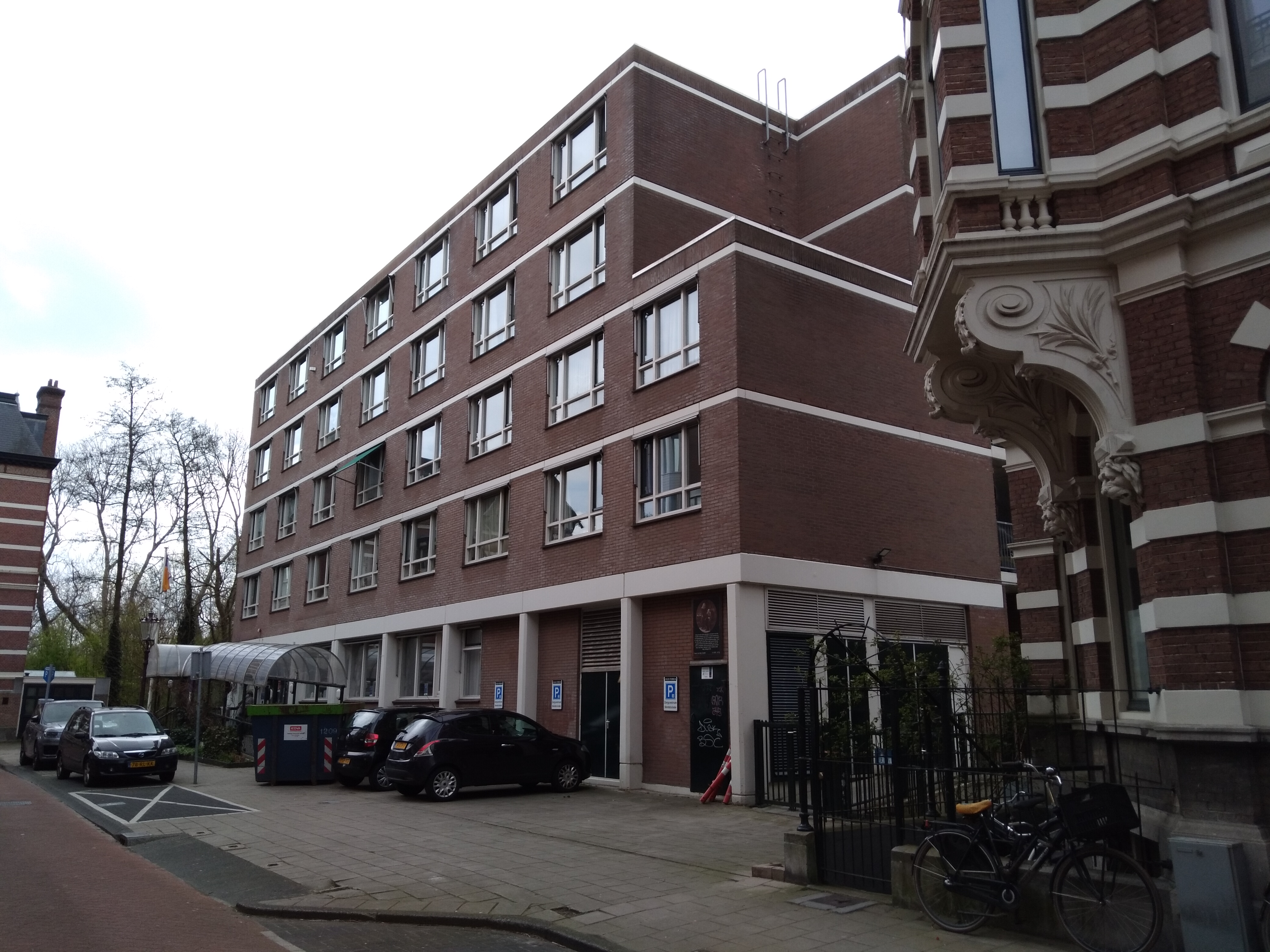
Anna van den Vondelstraat 30 (april 2021)
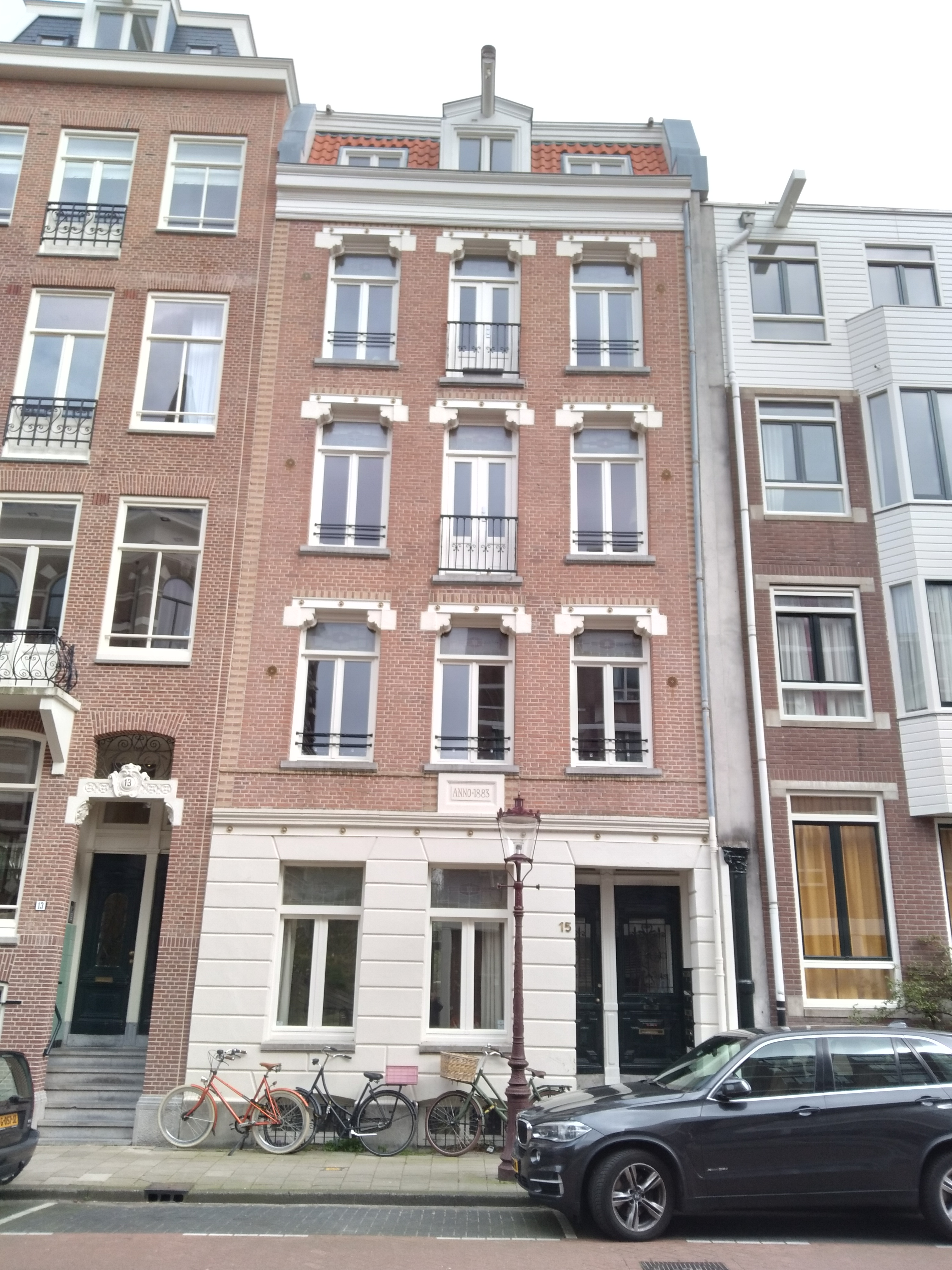
Anna van den Vondelstraat 15 (april 2021)
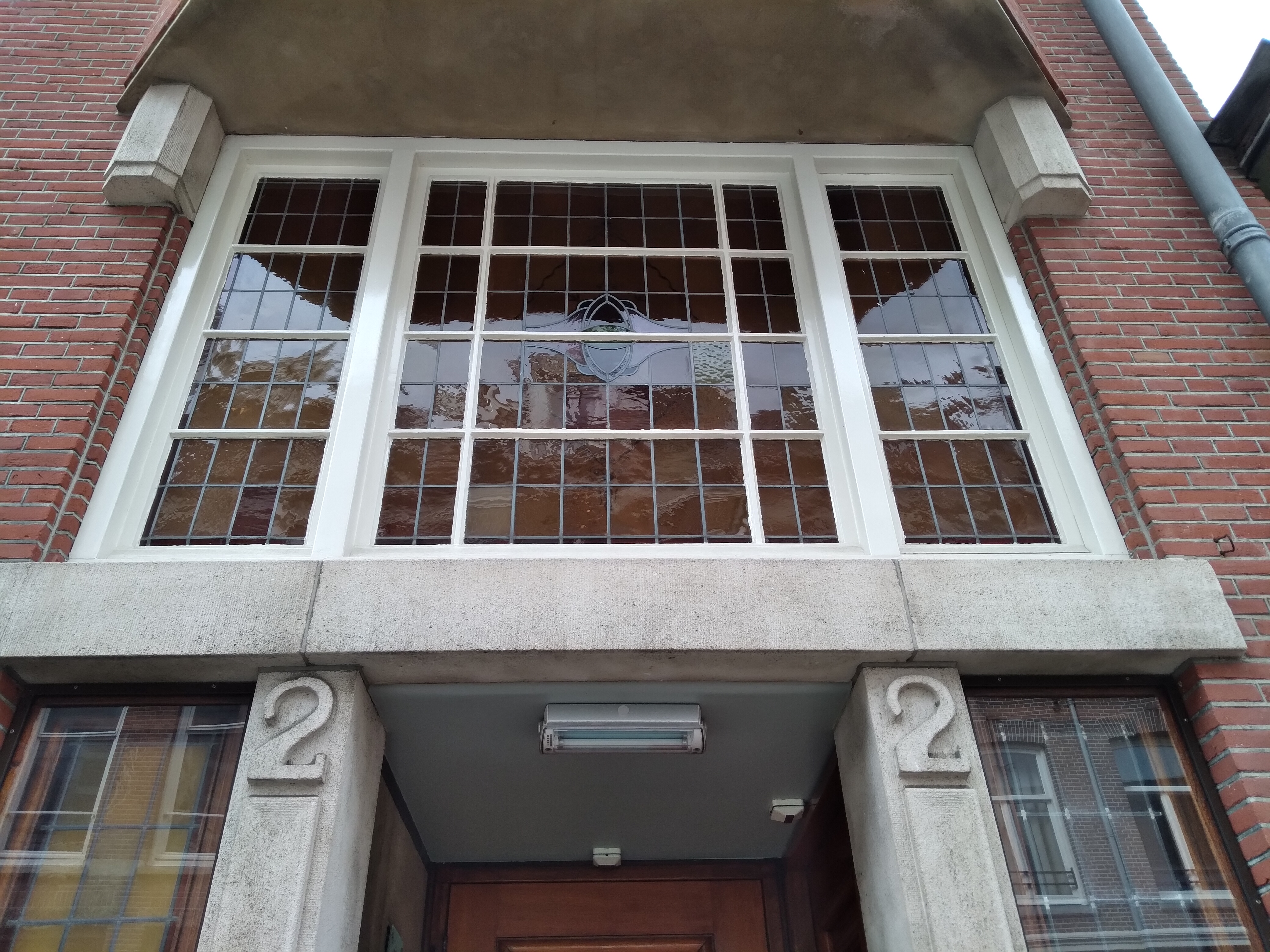
Anna van den Vondelstraat 6-10 (voormalig nr 2) (april 2021)
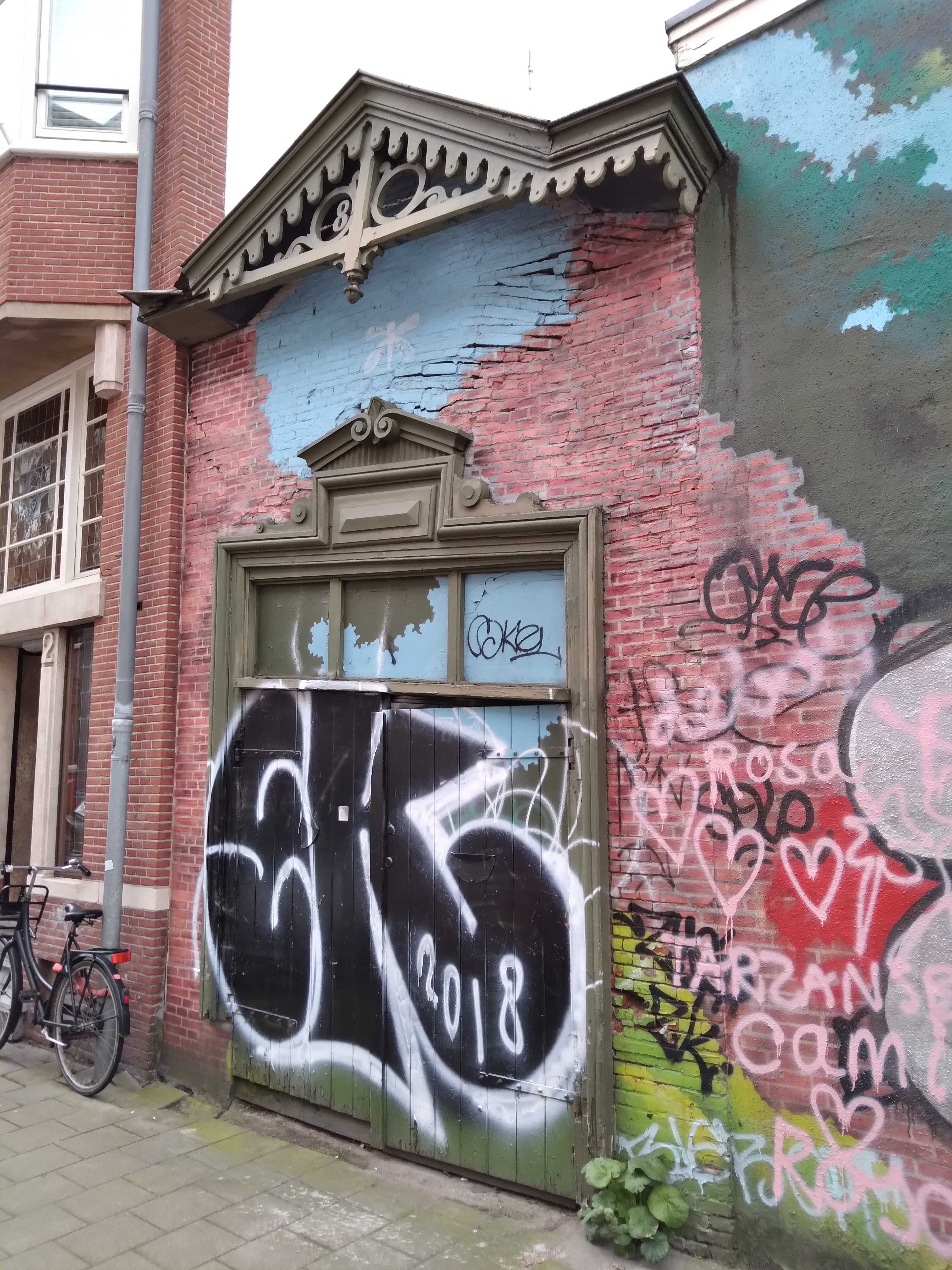
Scheefhangend poortje (april 2021)